# Pierre Jaccoud

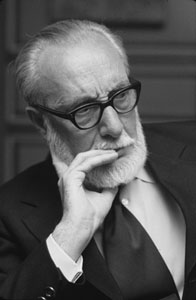
Pierre Jaccoud fotografiado por Erling Mandelhmann en los años 1950.

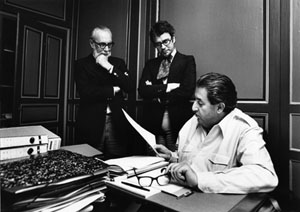
Jaccoud en su bufete, años 1950.

Pierre Jaccoud (1905 - julio de 1996) fue un abogado y político de Ginebra, Suiza, que fue condenado en 1960 por asesinato aunque no hubo pruebas. Es uno de los pocos casos de error judicial en la historia suiza (véase, Caso Jaccoud).
Jaccoud fue un abogado bien conocido en Ginebra. Comenzó a trabajar en la oficina de su padre y, más tarde, se convirtió en socio de la empresa. Jaccoud fue de 1953 a 1954 presidente de la cámara de los abogados de Ginebra. Entre otras cosas, representó a Ali Khan como abogado durante su divorcio de Rita Hayworth, y fue abogado de numerosas empresas extranjeras en Suiza. Jaccoud fue también miembro del Gran Consejo de Ginebra y titular de posiciones políticas significativas. Jaccoud era casado y tuvo dos hijas y un hijo.